# Domínio Ueda

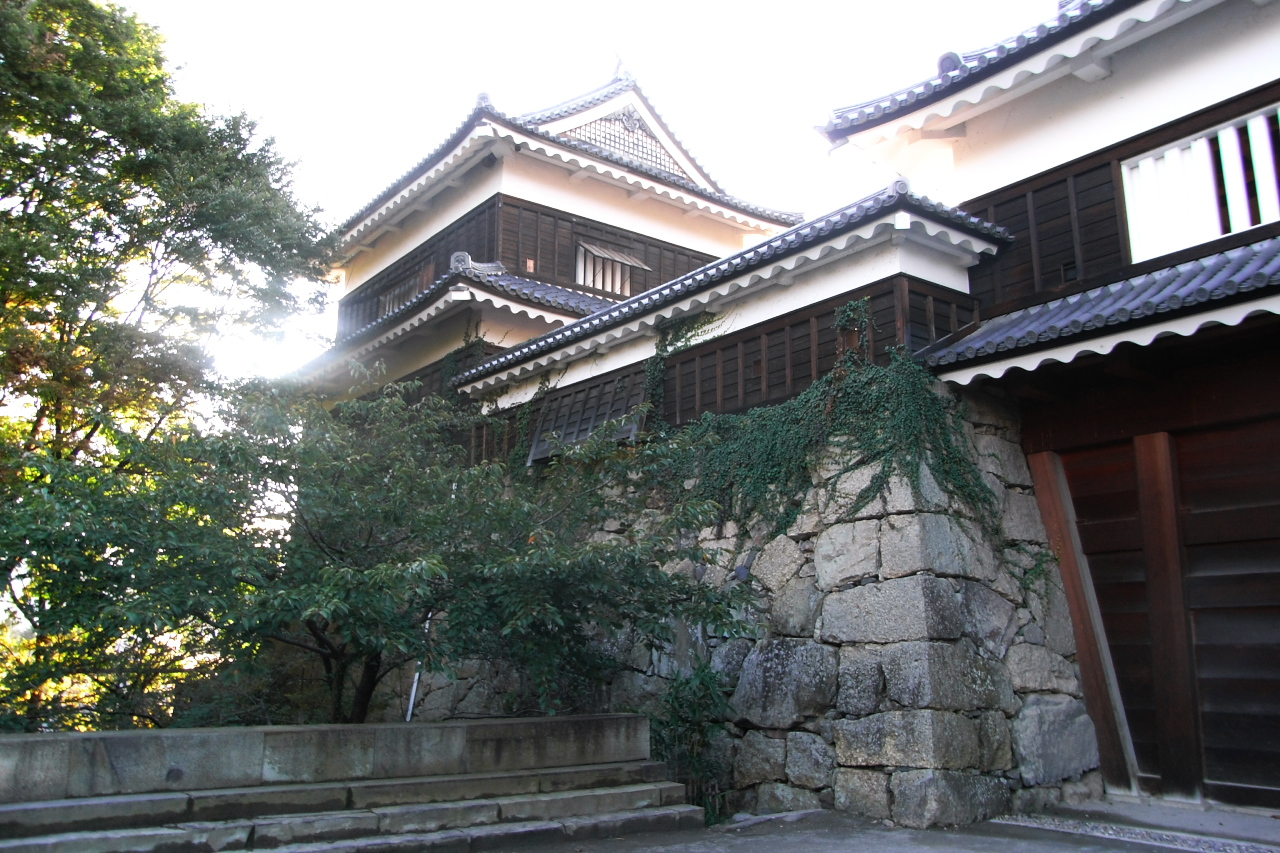
Castelo de Ueda, o centro administrativo do Domínio Ueda

O Domínio Ueda (上田藩 Ueda-han) foi um domínio feudal sob o Xogunato Tokugawa do Japão do Período Edo. Era localizado na Província de Shinano, Honshu. O domínio foi centrado no Castelo de Ueda, localizado no que hoje faz parte da cidade de Ueda, na Prefeitura de Nagano.

## História
O clã Sanada governou o Distrito de Chiisagata na Província de Shinano durante o Período Sengoku como vassalos do clã Takeda e subsequentemente o norte de Shinano e a Província de Kōzuke como retentores de Toyotomi Hideyoshi. O Castelo de Ueda foi palco de duas batalhas entre os clãs Sanada e Tokugawa, notavelmente o Cerco de Ueda em 1600 quando Sanada Masayuki, com um poderio de 2000 homens resistiu a invasão de Tokugawa Hidetada com 38 mil homens por tanto tempo que os últimos chegaram atrasados para a Batalha de Sekigahara. Com o estabelecimento do Xogunato Tokugawa, Sanada Nobuyuki foi confirmado como o daimiô do Domínio Ueda, então avaliado em 95.000 koku. Entretanto, em 1622, o clã foi transferido para o Domínio Matsushiro.
Os Sanada foram substituídos por Sengoku Tadamasa, ex-daimiô do Domínio Komoro, com uma redução para 60.000 koku. Entretanto, Tadamasa morreu em 1628 antes que seus planos de reconstruir o Castelo de Ueda fossem realizados, e seu filho Sengoku Tadatoshi se envolveu em uma disputa sobre levantamentos de terra. Seu filho, Sengoku Masaakira reduziu o domínio dando 2000 koku a seu irmão mais novo antes que ele fosse transferido para o Domínio Izushi na Província de Tajima em 1706.
O Domínio Ueda, então com 58.000 koku, foi dado a Matsudaira Tadachika. Seu filho, Matsudaira Tadazane, deu 5000 koku a seu irmão mais novo, reduzido o domínio para 53.000 koku. O clã Matsudaira permaneceu no controle do domínio até depois da Restauração Meiji.
Durante a Guerra Boshin, o domínio ficou do lado imperial, e enviou forças para lutar na Batalha de Hokuetsu e na Batalha de Aizu. Em julho de 1871, com a abolição do sistema de han, o Domínio Ueda se tornou brevemente a Prefeitura de Ueda, e depois foi absorvida pela recém-criada Prefeitura de Nagano. Com o novo Governo Meiji, Matsudaira Tadanari, o último daimiô do Domínio Ueda foi estudar nos Estados Unidos e recebeu o título de nobreza kazoku de shishaku (visconde).